# Mastixis lysianiax
Mastixis lysianiax är en fjärilsart som beskrevs av Druce 1891. Mastixis lysianiax ingår i släktet Mastixis och familjen nattflyn. Inga underarter finns listade i Catalogue of Life.